# Campionati europei di atletica leggera indoor 2013 - Getto del peso maschile
Le qualificazioni si sono svolte giovedì 28 febbraio 2013 nel Market Square, mentre la fase finale si è tenuta il 1º marzo all'interno dello Scandinavium.

## Podio
| Pos.    | Atleta          | Nazionalità          | Misura  | Note                                     |
| ------- | --------------- | -------------------- | ------- | ---------------------------------------- |
| Oro     | Asmir Kolašinac | Serbia               | 20,62 m | Miglior prestazione personale stagionale |
| Argento | Hamza Alić      | Bosnia ed Erzegovina | 20,34 m | Miglior prestazione personale            |
| Bronzo  | Ladislav Prášil | Rep. Ceca            | 20,29 m |                                          |

## Record
Prima di questa competizione, il record del mondo (RM), il record europeo (EU) ed il record dei campionati (RC) sono i seguenti:
| Record                | Prestazione | Atleta                      | Data                                       | Competizione        |
| --------------------- | ----------- | --------------------------- | ------------------------------------------ | ------------------- |
| Record mondiale       | 22,66 m     | Randy Barnes Stati Uniti    | 20 gennaio 1989 Los Angeles, Stati Uniti   |                     |
| Record europeo        | 22,55 m     | Ulf Timmermann Germania Est | 11 febbraio 1989 Senftenberg, Germania Est |                     |
| Record dei campionati | 22,19 m     | Ulf Timmermann Germania Est | 21 febbraio 1987 Liévin, Francia           | Europei indoor 1987 |

## Risultati

### Qualificazioni
Si qualificano alla finale gli atleti che superano la misura di 20,15 m (Q) oppure gli 8 migliori (q).
| Pos. | Atleta                | Nazione              | 1ª prova | 2ª prova | 3ª prova | Risultato | Note             |
| ---- | --------------------- | -------------------- | -------- | -------- | -------- | --------- | ---------------- |
| 1    | Asmir Kolašinac       | Serbia               | 20,31 m  | r        | r        | 20,31 m   | Q                |
| 2    | Hamza Alić            | Bosnia ed Erzegovina | x        | 19,38 m  | 20,05 m  | 20,05 m   | q                |
| 3    | Ladislav Prášil       | Rep. Ceca            | 19,82 m  | x        | 20,03 m  | 20,03 m   | q                |
| 4    | Aleksandr Bulanov     | Russia               | 18,76 m  | 19,58 m  | 19,92 m  | 19,92 m   | q                |
| 5    | Ralf Bartels          | Germania             | 19,70 m  | 19,80 m  | 19,89 m  | 19,89 m   | q                |
| 6    | Marco Fortes          | Portogallo           | 19,29 m  | 18,78 m  | 19,78 m  | 19,78 m   | q                |
| 7    | Marco Schmidt         | Germania             | 19,77 m  | x        | x        | 19,77 m   | q                |
| 8    | Niklas Arrhenius      | Svezia               | 19,07 m  | 19,73 m  | x        | 19,73 m   | q                |
| 9    | Kemal Mešić           | Bosnia ed Erzegovina | 19,71 m  | x        | x        | 19,71 m   |                  |
| 10   | Leif Arrhenius        | Svezia               | 19,31 m  | x        | 19,61 m  | 19,61 m   |                  |
| 11   | Hüseyin Atici         | Turchia              | 19,46 m  | 19,41 m  | 19,59 m  | 19,59 m   | Record nazionale |
| 12   | Maksim Sidorov        | Russia               | 19,58 m  | x        | 19,40 m  | 19,58 m   |                  |
| 13   | Valerij Kokoev        | Russia               | 18,81 m  | x        | 19,55 m  | 19,55 m   |                  |
| 14   | Andriy Semenov        | Ucraina              | 19,34 m  | x        | 19,53 m  | 19,53 m   |                  |
| 15   | Georgi Ivanov         | Bulgaria             | x        | 19,52 m  | x        | 19,52 m   |                  |
| 16   | Nedžad Mulabegović    | Croazia              | 19,30 m  | 19,42 m  | x        | 19,42 m   |                  |
| 17   | Borja Vivas           | Spagna               | 19,30 m  | 19,00 m  | 19,18 m  | 19,30 m   |                  |
| 18   | Martin Stašek         | Rep. Ceca            | 18,96 m  | x        | x        | 18,96 m   |                  |
| 19   | Marin Premeru         | Croazia              | 18,13 m  | 18,64 m  | 18,86 m  | 18,86 m   |                  |
| 20   | Lukas Weißhaidinger   | Austria              | x        | 18,38 m  | x        | 18,38 m   |                  |
| 21   | Raigo Toompuu         | Estonia              | 17,93 m  | 18,15 m  | 18,28 m  | 18,28 m   |                  |
| 22   | Marco Dodoni          | Italia               | 17,65 m  | x        | 17,33 m  | 17,65 m   |                  |
| 23   | Rimantas Martisauskas | Lituania             | 17,37 m  | 16,62 m  | 16,84 m  | 17,37 m   |                  |
| 24   | Adriatik Hoxha        | Albania              | 17,01 m  | 16,94 m  | x        | 17,01 m   | =                |

### Finale
La finale si terrà venerdì 1º marzo 2013 alle ore 18:45.
| Pos.    | Atleta            | Nazionalità          | 1ª prova | 2ª prova | 3ª prova | 4ª prova | 5ª prova | 6ª prova | Misura  | Note                                     |
| ------- | ----------------- | -------------------- | -------- | -------- | -------- | -------- | -------- | -------- | ------- | ---------------------------------------- |
| Oro     | Asmir Kolašinac   | Serbia               | x        | 20,60 m  | 20,21 m  | 20,62 m  | 20,51 m  | 20,49 m  | 20,62 m | Miglior prestazione personale stagionale |
| Argento | Hamza Alić        | Bosnia ed Erzegovina | 20,15 m  | x        | x        | 20,34 m  | x        | 19,56 m  | 20,34 m | Miglior prestazione personale            |
| Bronzo  | Ladislav Prášil   | Rep. Ceca            | 19,22 m  | 19,72 m  | 20,29 m  | x        | 19,92 m  | x        | 20,29 m |                                          |
| 4       | Ralf Bartels      | Germania             | 19,75 m  | x        | 19,94 m  | x        | 20,16 m  | 19,76 m  | 20,16 m | Miglior prestazione personale stagionale |
| 5       | Marco Fortes      | Portogallo           | x        | 19,90 m  | x        | 19,70 m  | 20,02 m  | x        | 20,02 m | Miglior prestazione personale stagionale |
| 6       | Aleksandr Bulanov | Russia               | 18,77 m  | 19,36 m  | x        | x        | 19,70 m  | 19,42 m  | 19,70 m |                                          |
| 7       | Marco Schmidt     | Germania             | x        | 19,50 m  | x        | x        | 19,63 m  | 19,52 m  | 19,63 m |                                          |
| 8       | Niklas Arrhenius  | Svezia               | x        | 18,76 m  | 18,70 m  | 19,17    | x        | 19,02 m  | 19,17 m |                                          |